# 佩切尼任
48°30′36″N 24°53′21″E / 48.51000°N 24.88917°E

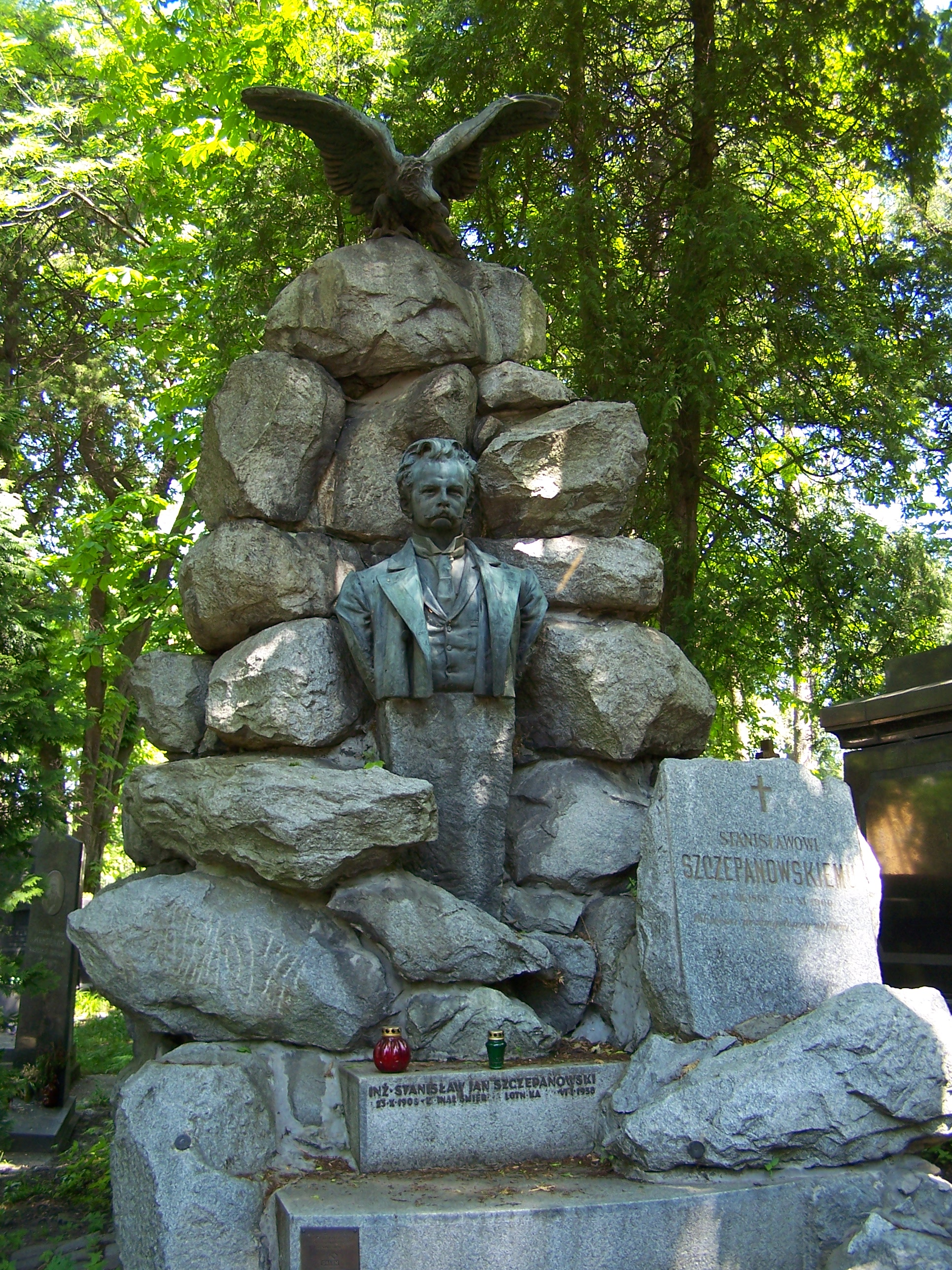

佩切尼任（羅馬化：Pechenizhyn），或按俄语译为佩切涅任，是烏克蘭西部伊萬諾-弗蘭科夫斯克州科洛梅亞區佩切尼任市鎮的鎮及該市鎮之行政中心，始建於十五世紀中期，面積40.25平方公里，人口5,000，人口密度每平方公里131人。

## 備註
1. ↑  俄語：